# 25 (K's Choice)
25  è una raccolta celebrativa dei primi 25 anni di carriera del gruppo musicale belga K's Choice, pubblicata nel 2017 dalla Sony Music.

## Tracce
1. Perfect Scar
2. Come Live The Life
3. Not an Addict
4. My Heart (2017)
5. If You're Not Scared
6. Private Revolution
7. 16
8. Surrender
9. Another Year
10. Virgin State Of Mind (Original Version)
11. I Will Carry You
12. Echo Mountain
13. Killing Dragons
14. Resonate
15. We Are the Universe
16. Almost Happy
17. Dad
18. The Ballad of Lea & Paul
19. Mr. Freeze
20. Believe
21. God In My Bed
22. Cocoon Crash
23. Everything For Free
24. Woman
25. We Are Glaciers
26. Not an Addict (feat. Skin)

## Formazione
- Sarah Bettens – voce, chitarra
- Gert Bettens – chitarra, tastiera, voce
- Eric Grossman – basso
- Koen Lieckens – percussioni